# Liste der Sieger bei PDC-Turnieren 2015
Die Liste der Sieger bei PDC-Turnieren 2015 listet zuerst alle Sieger bei den Major-Turnieren der Professional Darts Corporation auf. Im Weiteren werden die weiteren Turniersieger aufgelistet und Statistiken aufgezeigt.
←2014 2016→

## Turniersieger

### Major-Turniere
| Turnier                     | Sieger                     | Finalist                     | Ergebnis | Format  |
| --------------------------- | -------------------------- | ---------------------------- | -------- | ------- |
| Weltmeisterschaft           | Gary Anderson              | Phil Taylor                  | 7:6      | Sätze   |
| The Masters                 | Michael van Gerwen         | Raymond van Barneveld        | 11:6     | Legs    |
| UK Open                     | Michael van Gerwen         | Peter Wright                 | 11:5     | Legs    |
| Premier League              | Gary Anderson              | Michael van Gerwen           | 11:7     | Legs    |
| World Cup                   | Phil Taylor & Adrian Lewis | Gary Anderson & Peter Wright | 3:2      | Matches |
| World Matchplay             | Michael van Gerwen         | James Wade                   | 18:12    | Legs    |
| European Championship       | Michael van Gerwen         | Gary Anderson                | 11:10    | Legs    |
| World Grand Prix            | Robert Thornton            | Michael van Gerwen           | 5:4      | Sätze   |
| World Series Finals         | Michael van Gerwen         | Peter Wright                 | 11:10    | Legs    |
| Grand Slam                  | Michael van Gerwen         | Phil Taylor                  | 16:13    | Legs    |
| Players Championship Finals | Michael van Gerwen         | Adrian Lewis                 | 11:6     | Legs    |

### World Series
Alle Ergebnisse wurden im Legmodus ausgespielt.
| Turnier          | Sieger             | Finalist              | Ergebnis |
| ---------------- | ------------------ | --------------------- | -------- |
| Dubai Masters    | Michael van Gerwen | Phil Taylor           | 11:8     |
| Japan Masters    | Phil Taylor        | Peter Wright          | 8:7      |
| Perth Masters    | Phil Taylor        | James Wade            | 11:7     |
| Sydney Masters   | Phil Taylor        | Adrian Lewis          | 11:3     |
| Auckland Masters | Adrian Lewis       | Raymond van Barneveld | 11:10    |

### European Tour
Alle Ergebnisse wurden im Legmodus ausgespielt.
| Turnier             | Sieger             | Finalist           | Ergebnis |
| ------------------- | ------------------ | ------------------ | -------- |
| German Championship | Michael van Gerwen | Gary Anderson      | 6:2      |
| Gibraltar Trophy    | Michael van Gerwen | Terry Jenkins      | 6:3      |
| German Masters      | Michael van Gerwen | John Henderson     | 6:5      |
| Dutch Masters       | Michael van Gerwen | Justin Pipe        | 6:0      |
| International Open  | Michael Smith      | Benito van de Pas  | 6:3      |
| European Open       | Robert Thornton    | Kim Huybrechts     | 6:2      |
| European Trophy     | Michael Smith      | Michael van Gerwen | 6:2      |
| European Matchplay  | Michael van Gerwen | Dave Chisnall      | 6:4      |
| European Grand Prix | Kim Huybrechts     | Peter Wright       | 6:5      |

### Players Championships
Alle Ergebnisse wurden im Legmodus ausgespielt.
| Turnier                 | Sieger             | Finalist              | Ergebnis |
| ----------------------- | ------------------ | --------------------- | -------- |
| Players Championship 1  | Gary Anderson      | James Wade            | 6:5      |
| Players Championship 2  | James Wade         | Peter Wright          | 6:5      |
| Players Championship 3  | Adrian Lewis       | Robert Thornton       | 6:3      |
| Players Championship 4  | Michael van Gerwen | Adrian Lewis          | 6:1      |
| Players Championship 5  | Adrian Lewis       | Brendan Dolan         | 6:0      |
| Players Championship 6  | Michael van Gerwen | James Wade            | 6:5      |
| Players Championship 7  | Peter Wright       | James Wade            | 6:3      |
| Players Championship 8  | Keegan Brown       | Adrian Lewis          | 6:1      |
| Players Championship 9  | Phil Taylor        | Gary Anderson         | 6:4      |
| Players Championship 10 | Joe Murnan         | Dave Chisnall         | 6:4      |
| Players Championship 11 | Dave Chisnall      | Ian White             | 6:1      |
| Players Championship 12 | Peter Wright       | Jelle Klaasen         | 6:1      |
| Players Championship 13 | James Wade         | Kim Huybrechts        | 6:5      |
| Players Championship 14 | Jelle Klaasen      | Ian White             | 6:2      |
| Players Championship 15 | Terry Jenkins      | Peter Wright          | 6:4      |
| Players Championship 16 | Jelle Klaasen      | Raymond van Barneveld | 6:4      |
| Players Championship 17 | Ian White          | Dave Chisnall         | 6:5      |
| Players Championship 18 | Alan Norris        | Kim Huybrechts        | 6:1      |
| Players Championship 19 | Peter Wright       | Benito van de Pas     | 6:5      |
| Players Championship 20 | Gary Anderson      | James Wade            | 6:2      |

### UK Open Qualifiers
Bei den UK Open Qualifiern wurde ausgespielt, wer sich für die UK Open qualifiziert.
Alle Ergebnisse wurden im Legmodus ausgespielt.
| Turnier             | Sieger             | Finalist              | Ergebnis |
| ------------------- | ------------------ | --------------------- | -------- |
| UK Open Qualifier 1 | Adrian Lewis       | Michael van Gerwen    | 6:1      |
| UK Open Qualifier 2 | Michael van Gerwen | Vincent van der Voort | 6:1      |
| UK Open Qualifier 3 | Michael van Gerwen | James Wade            | 6:1      |
| UK Open Qualifier 4 | Michael van Gerwen | Jelle Klaasen         | 6:5      |
| UK Open Qualifier 5 | Michael Smith      | Adrian Lewis          | 6:5      |
| UK Open Qualifier 6 | Phil Taylor        | Ian White             | 6:2      |

### Challenge Tour
An der Challenge Tour dürfen alle Spieler teilnehmen, die an der PDC Qualifying School teilgenommen haben, aber keine Tour Card gewinnen konnten.
Alle Ergebnisse wurden im Legmodus ausgespielt.
| Turnier           | Sieger          | Finalist       | Ergebnis |
| ----------------- | --------------- | -------------- | -------- |
| Challenge Tour 1  | Kirk Shepherd   | Jack Tweddell  | 5:3      |
| Challenge Tour 2  | Colin Fowler    | Steve Maish    | 5:2      |
| Challenge Tour 3  | Shaun Griffiths | Scott Dale     | 5:1      |
| Challenge Tour 4  | Richie Corner   | Ryan Searle    | 5:1      |
| Challenge Tour 5  | Jan Dekker      | Kurt Parry     | 5:0      |
| Challenge Tour 6  | Matt Clark      | Richie Corner  | 5:2      |
| Challenge Tour 7  | Shaun Griffiths | Ian Lever      | 5:2      |
| Challenge Tour 8  | Joe Murnan      | Scott Dale     | 5:3      |
| Challenge Tour 9  | Jan Dekker      | Dean Reynolds  | 5:1      |
| Challenge Tour 10 | Joe Murnan      | Tony Randell   | 5:1      |
| Challenge Tour 11 | Richie Corner   | Mike Norton    | 5:4      |
| Challenge Tour 12 | Dean Reynolds   | Chris Quantock | 5:3      |
| Challenge Tour 13 | Chris Quantock  | Paul Rowley    | 5:0      |
| Challenge Tour 14 | Peter Hudson    | Ryan Palmer    | 5:4      |
| Challenge Tour 15 | Jan Dekker      | Jon Jukes      | 5:2      |
| Challenge Tour 16 | Martin Lukeman  | Kirk Shepherd  | 5:2      |

### Development Tour
Auf der Development Tour dürfen Spieler zwischen 16 und 23 Jahren teilnehmen.
Alle Ergebnisse wurden im Legmodus ausgespielt.
| Turnier             | Sieger                | Finalist          | Ergebnis |
| ------------------- | --------------------- | ----------------- | -------- |
| Development Tour 1  | Berry van Peer        | Scott Dale        | 4:0      |
| Development Tour 2  | Rowby-John Rodriguez  | Jamie Lewis       | 4:1      |
| Development Tour 3  | Aden Kirk             | Benito van de Pas | 4:1      |
| Development Tour 4  | Berry van Peer        | Harry Ward        | 4:0      |
| Development Tour 5  | Mike De Decker        | Benito van de Pas | 4:3      |
| Development Tour 6  | Benito van de Pas     | Bradley Kirk      | 4:2      |
| Development Tour 7  | Nathan Aspinall       | Benito van de Pas | 4:2      |
| Development Tour 8  | Dimitri Van den Bergh | Rhys Griffin      | 4:2      |
| Development Tour 9  | Jamie Lewis           | Bradley Kirk      | 4:2      |
| Development Tour 10 | Dimitri Van den Bergh | Josh Payne        | 4:2      |
| Development Tour 11 | Mike De Decker        | Nathan Aspinall   | 4:2      |
| Development Tour 12 | Aaron Dyer            | Shaun Griffiths   | 4:1      |
| Development Tour 13 | Bradley Kirk          | Nathan Aspinall   | 4:2      |
| Development Tour 14 | Sven Groen            | Nick Kenny        | 4:2      |
| Development Tour 15 | Dean Reynolds         | Mike De Decker    | 4:2      |
| Development Tour 16 | Bradley Kirk          | Josh Payne        | 4:3      |

### Qualifikationen zur Weltmeisterschaft
Um die Internationalität des Wettbewerbs und Spieler aus Länder mit weniger Dartskultur und Frauen zu fördern, werden diversen Qualifikationsturniere für die World Darts Championship ausgetragen.
Alle Ergebnisse wurden im Legmodus ausgespielt.
| Turnier                            | Sieger                  | Zweitplatzierter |
| ---------------------------------- | ----------------------- | ---------------- |
| Nordamerikanischer Qualifier       | Darin Young             |                  |
| Australische Tour                  | Laurence Ryder          |                  |
| Japanischer Qualifier              | Keita Ono               |                  |
| Nordische- & Baltische Tour        | Kim Viljanen            | Per Laursen      |
| Großraum China-Qualifier           | Sun Qiang               |                  |
| Philippinischer Qualifier          | Alex Tagarao            |                  |
| Südasiatischer Qualifier           | Thanawat Gaweenuntawong |                  |
| Eurasischer Qualifier              | Alexander Oreschkin     |                  |
| Neuseeländischer Qualifier         | Rob Szabo               |                  |
| Ozeanische Meisterschaft           | Koha Kokiri             |                  |
| PDC South African Masters          | Warrick Scheffer        |                  |
| PDC Europe Super League            | René Eidams             |                  |
| Tom Kirby Memorial Irish Matchplay | Mick McGowan            |                  |
| Südeuropäischer Qualifier          | John Michael            |                  |
| Osteuropäischer Qualifier          | Michael Rasztovits      |                  |
| Zentraleuropäischer Qualifier      | Sven Groen              |                  |
| Tour Card Holder Qualifier         | Ricky Evans             | Andy Boulton     |

## Statistiken

### Sieger und Finalisten nach Nationalität
Die Qualifikationsturniere zur Weltmeisterschaft sind hier nicht eingerechnet. Die Anzahl der Finale stehen in Klammern.
| Turnierart           | BEL   | ENG     | NED    | NIR   | AUT   | SCO   | WAL   |
| -------------------- | ----- | ------- | ------ | ----- | ----- | ----- | ----- |
| Majorturnier         | 0     | 1 (5)   | 7 (10) | 0     | 0     | 3 (7) | 0     |
| World Series         | 0     | 4 (7)   | 1 (2)  | 0     | 0     | 0 (1) | 0     |
| European Tour        | 1 (2) | 2 (5)   | 5 (7)  | 0     | 0     | 1 (4) | 0     |
| Players Championship | 0 (2) | 11 (21) | 4 (7)  | 0 (1) | 0     | 5 (9) | 0     |
| UK Open Qualifiers   | 0     | 3 (6)   | 3 (6)  | 0     | 0     | 0     | 0     |
| Challenge Tour       | 0     | 12 (26) | 3 (3)  | 0     | 0     | 0     | 1 (3) |
| Development Tour     | 4 (5) | 5 (14)  | 4 (7)  | 0     | 1 (1) | 0     | 2 (5) |

### Errungenschaften

#### Persönliche Errungenschaften
- Erster Weltmeisterschaftstitel: Gary Anderson
- Triple Crown vollendet: Michael van Gerwen

- Erster World Series-Titel: Adrian Lewis

- Erstes World Series-Finale: James Wade, Adrian Lewis*

- Erster European Tour-Titel: Robert Thornton

- Erstes European Tour-Finale: Terry Jenkins, John Henderson, Benito van de Pas, Robert Thornton

- Erster Players Championship/UK Open Qualifier-Titel: Keegan Brown, Joe Murnan, Alan Norris

- Erstes Players Championship/UK Open Qualifier-Finale: Joe Murnan, Alan Norris, Benito van de Pas

#### Nationale Errungenschaften
- Erster PDC-Weltmeister:  Schottland

- Erster Weltmeisterschaftsqualifikant:  Thailand
- Erster Challenge Tour-Sieger:  Wales

- Erster Challenge Tour-Finalist:  Wales

* Lewis war bereits beim World Series Festival 2006 im Finale. Dieses wurde allerdings als Major-Turnier angesehen. Daher wird dies hier nicht berücksichtigt.

### Majorturniere
| Spieler               | Siege | Finalniederlagen |
| --------------------- | ----- | ---------------- |
| Michael van Gerwen    | 7     | 2                |
| Gary Anderson         | 2     | 2                |
| Phil Taylor           | 1     | 2                |
| Adrian Lewis          | 1     | 1                |
| Robert Thornton       | 1     | 0                |
| Peter Wright          | 0     | 2                |
| Raymond van Barneveld | 0     | 1                |
| James Wade            | 0     | 1                |

### World Series
| Spieler               | Siege | Finalniederlagen |
| --------------------- | ----- | ---------------- |
| Phil Taylor           | 3     | 1                |
| Adrian Lewis          | 1     | 1                |
| Michael van Gerwen    | 1     | 0                |
| Raymond van Barneveld | 0     | 1                |
| James Wade            | 0     | 1                |
| Peter Wright          | 0     | 1                |

### European Tour
| Spieler            | Siege | Finalniederlagen |
| ------------------ | ----- | ---------------- |
| Michael van Gerwen | 5     | 1                |
| Michael Smith      | 2     | 0                |
| Kim Huybrechts     | 1     | 1                |
| Robert Thornton    | 1     | 0                |
| Dave Chisnall      | 0     | 1                |
| John Henderson     | 0     | 1                |
| Terry Jenkins      | 0     | 1                |
| Benito van de Pas  | 0     | 1                |
| Justin Pipe        | 0     | 1                |
| Peter Wright       | 0     | 1                |

### Players Championship
| Spieler               | Siege | Finalniederlagen |
| --------------------- | ----- | ---------------- |
| Peter Wright          | 3     | 2                |
| James Wade            | 2     | 4                |
| Adrian Lewis          | 2     | 2                |
| Gary Anderson         | 2     | 1                |
| Jelle Klaasen         | 2     | 1                |
| Michael van Gerwen    | 2     | 0                |
| Dave Chisnall         | 1     | 2                |
| Ian White             | 1     | 2                |
| Keegan Brown          | 1     | 0                |
| Terry Jenkins         | 1     | 0                |
| Joe Murnan            | 1     | 0                |
| Alan Norris           | 1     | 0                |
| Phil Taylor           | 1     | 0                |
| Kim Huybrechts        | 0     | 2                |
| Raymond van Barneveld | 0     | 1                |
| Brendan Dolan         | 0     | 1                |
| Benito van de Pas     | 0     | 1                |
| Robert Thornton       | 0     | 1                |

### UK Open Qualifiers
| Spieler               | Siege | Finalniederlagen |
| --------------------- | ----- | ---------------- |
| Michael van Gerwen    | 3     | 1                |
| Adrian Lewis          | 1     | 1                |
| Michael Smith         | 1     | 0                |
| Phil Taylor           | 1     | 0                |
| Jelle Klaasen         | 0     | 1                |
| Vincent van der Voort | 0     | 1                |
| James Wade            | 0     | 1                |
| Ian White             | 0     | 1                |

### Challenge Tour
| Spieler         | Siege | Finalniederlagen |
| --------------- | ----- | ---------------- |
| Jan Dekker      | 3     | 0                |
| Richie Corner   | 2     | 1                |
| Shaun Griffiths | 2     | 0                |
| Joe Murnan      | 2     | 0                |
| Chris Quantock  | 1     | 1                |
| Dean Reynolds   | 1     | 1                |
| Kirk Shepherd   | 1     | 1                |
| Matt Clark      | 1     | 0                |
| Colin Fowler    | 1     | 0                |
| Peter Hudson    | 1     | 0                |
| Martin Lukeman  | 1     | 0                |
| Scott Dale      | 0     | 2                |
| Jon Jukes       | 0     | 1                |
| Ian Lever       | 0     | 1                |
| Steve Maish     | 0     | 1                |
| Mike Norton     | 0     | 1                |
| Ryan Palmer     | 0     | 1                |
| Kurt Parry      | 0     | 1                |
| Tony Randell    | 0     | 1                |
| Paul Rowley     | 0     | 1                |
| Ryan Searle     | 0     | 1                |
| Jack Tweddell   | 0     | 1                |

### Development Tour
| Spieler               | Siege | Finalniederlagen |
| --------------------- | ----- | ---------------- |
| Bradley Kirk          | 2     | 2                |
| Mike De Decker        | 2     | 1                |
| Dimitri Van den Bergh | 2     | 0                |
| Berry van Peer        | 2     | 0                |
| Benito van de Pas     | 1     | 3                |
| Nathan Aspinall       | 1     | 2                |
| Jamie Lewis           | 1     | 1                |
| Aaron Dyer            | 1     | 0                |
| Sven Groen            | 1     | 0                |
| Aden Kirk             | 1     | 0                |
| Dean Reynolds         | 1     | 0                |
| Rowby-John Rodriguez  | 1     | 0                |
| Josh Payne            | 0     | 2                |
| Scott Dale            | 0     | 1                |
| Rhys Griffin          | 0     | 1                |
| Shaun Griffiths       | 0     | 1                |
| Nick Kenny            | 0     | 1                |
| Harry Ward            | 0     | 1                |